# Zonantes nubifer
Zonantes nubifer är en skalbaggsart som först beskrevs av Leconte 1878.  Zonantes nubifer ingår i släktet Zonantes och familjen ögonbaggar. Inga underarter finns listade i Catalogue of Life.